# Rosz ha-Szana
Rosz ha-Szana, Rosz Haszana (hebr. ‏ראש השנה‎ = „początek roku” lub dosłownie: „głowa roku”; jid. ‏ראָש־השנה‎ Roszeszone) w Polsce zwane też Świętem Trąbek lub Trąbkami – judaistyczne święto Nowego Roku, pierwszy dzień kalendarza żydowskiego, obchodzone pierwszego i drugiego dnia tiszri. Upamiętnia stworzenie świata i przypomina o sądzie Bożym. Święto trwa dwa dni (zarówno w Izraelu, jak i w diasporze) i otwiera okres pokuty – Jamim Noraim, trwający do święta Jom Kipur. W Tanachu święto było określane jako Zichron Terua (hebr. „Upamiętnienie Dęcia w Szofar”) oraz Jom Terua (hebr., „Dzień Dęcia w Szofar”), bowiem w dniu sądu rozbrzmiewać ma dźwięk trąby szofar. Pod nazwą „Rosz ha-Szana” po raz pierwszy pojawiło się w Misznie. W czasie Rosz ha-Szana nie wolno wykonywać żadnej pracy.
W judaistycznej liturgii używane są także dwa inne określenia na Rosz ha-Szana: hebr. ‏Jom ha-Din‎ oznacza „Dzień Sądu”, w którym Bóg sądzi czyny ludzi i narodów, a hebr. ‏Jom ha-Zikaron‎ – „Dzień Pamięci / Rozpamiętywania”, czyli czas na rozważenie swego postępowania w minionym roku. Tradycja nakazuje także świętowanie wówczas rocznicy stworzenia świata.

## Termin „Rosz ha-Szana” w Misznie
W Misznie pod nazwą Rosz ha-Szana wymienione są cztery dni, które – w różnym znaczeniu – były uznawane za „pierwszy dzień nowego roku”:
1. pierwszy dzień nisan – początek liczenia miesięcy, rozpoczyna rok liturgiczny, symbolizuje początek wolności i formowania się narodu żydowskiego,
2. pierwszy dzień tiszri – początek roku rolniczego (ten cykl stał się najbardziej powszechny),
3. pierwszy dzień elul – dzień nowego roku dla bydła – w starożytności wyznaczał nowy rok w składaniu ofiar ze zwierząt w Świątyni Jerozolimskiej,
4. piętnasty dzień szwat – początek nowego roku dla drzew (Tu bi-szwat).

## Obrzędy w liturgii judaistycznej

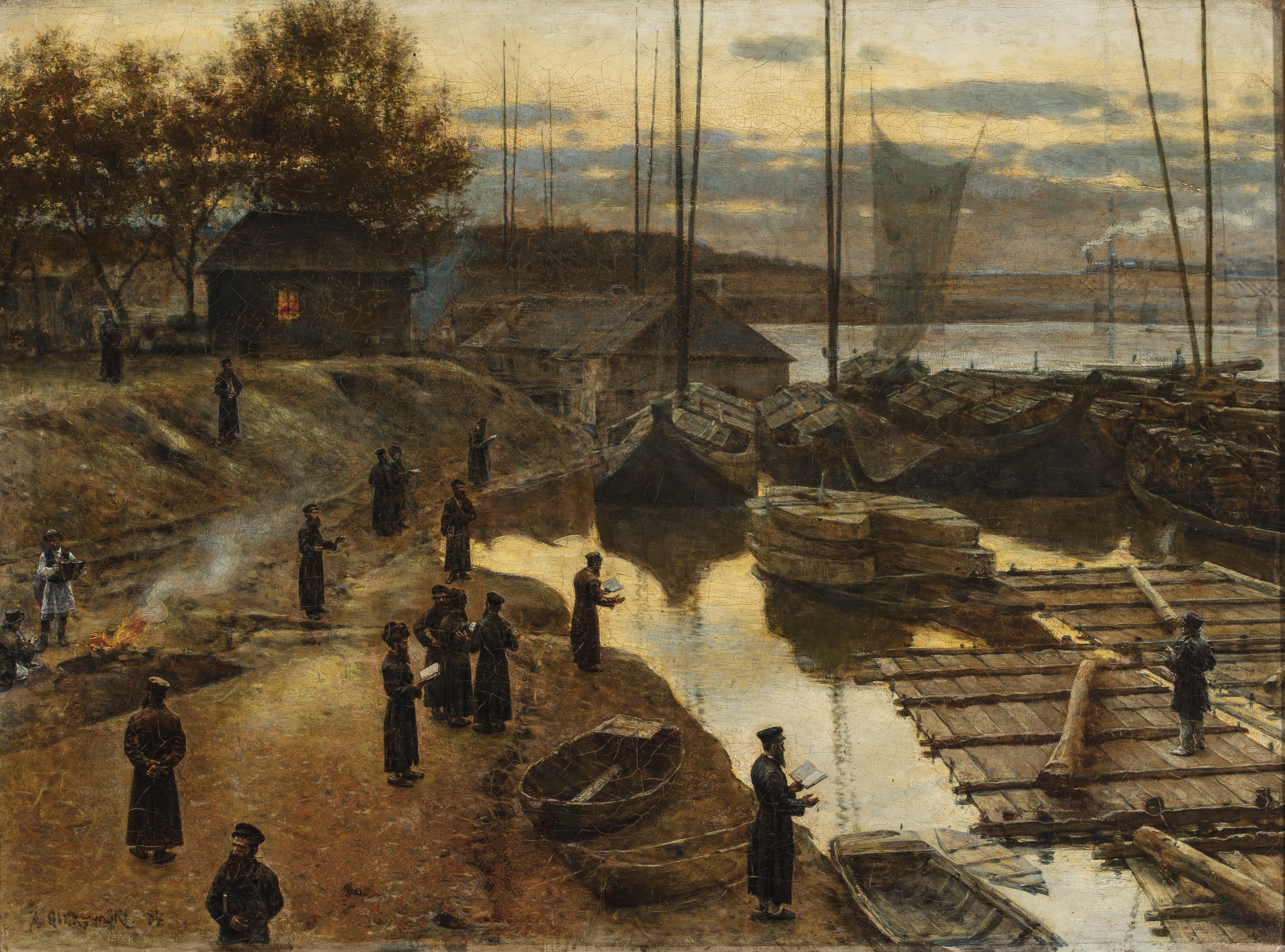
Rytuał taszlich przedstawiony na obrazie Aleksandra Gierymskiego Święto Trąbek I (1884)

Obchody Rosz ha-Szana nie wiążą się z wyszukaną obrzędowością. Pierwszego dnia, po południu, nad lokalnymi ciekami wodnymi odbywa się ceremonialne wyrzucanie grzechów, zwane taszlich. Wierni opróżniają swoje kieszenie do rzeki, symbolicznie odrzucając grzechy. Obrzęd stanowi nawiązanie do słów z księgi Micheasza (7, 18-20): „złoży nieprawości nasze (hebr. taszlich) i wrzuci w morze”. Podczas wieczornego nabożeństwa w synagodze wypowiadane jest świąteczne błogosławieństwo i śpiewana jest pieśń Awinu Malkenu.
W judaistycznej liturgii tego dnia obowiązuje odmówienie dodatkowej, składającej się z trzech części (Malchujot, Zichronot, Szofarot) modlitwy Musaf (hebr., „dodatek”; jid. ‏מוסף‎ musef). Charakterystyczną cechą liturgii tego dnia jest gra na trąbie szofar, co ma stanowić odniesienie do polecenia z Księgi Liczb (Lb 29,1). Dźwięk trąby ma wzywać wiernych do duchowego przebudzenia i pokuty. Ma także stanowić przypomnienie historii objawienia się Boga Mojżeszowi na Górze Synaj. Dźwięk szofaru rozlega się po każdej z trzech grup modlitw. Jeśli Rosz ha-Szana wypada w szabat, to dęcie w szofar nie jest wykonywane.

### Dźwięki szofaru
W ciągu dnia szofar ma wydać łącznie 100 dźwięków. Wyróżniane są cztery różne brzmienia szofaru. Pierwszym jest tekia, dźwięk trwający 3 sekundy. Szewarim to trzy jednosekundowe dźwięki o rosnącym tonie. Terua to staccato – seria krótkich dźwięków wybrzmiewających łącznie przez około 3 sekundy. Czwarty, ostatni element w zestawie to tekia gedola (dosł. „duże tekia”) – trwa około 10 sekund. Tradycja takiego zestawu dźwięków nie ma oparcia w Biblii.

## Uczta

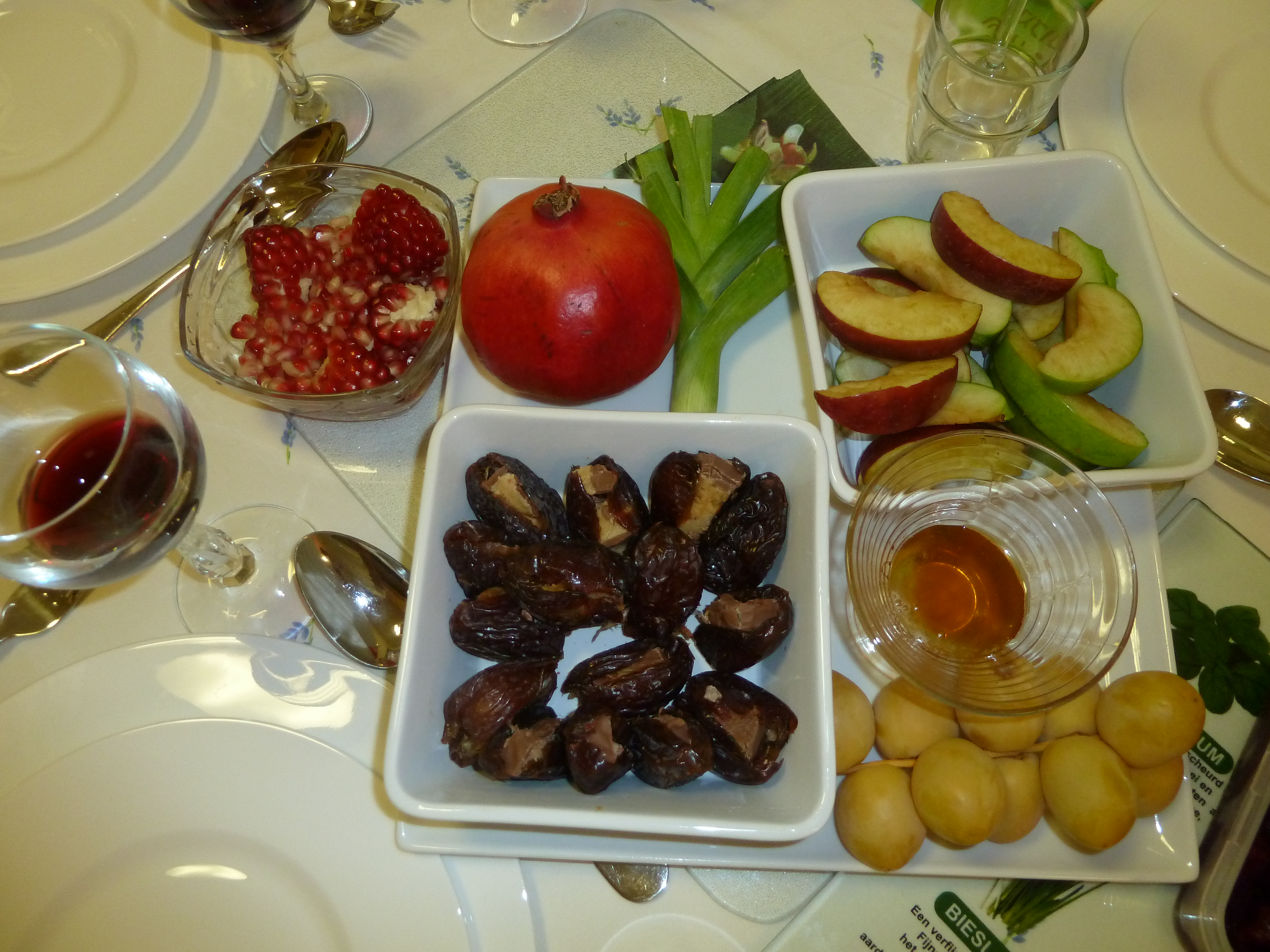
Potrawy wieczornej uczty

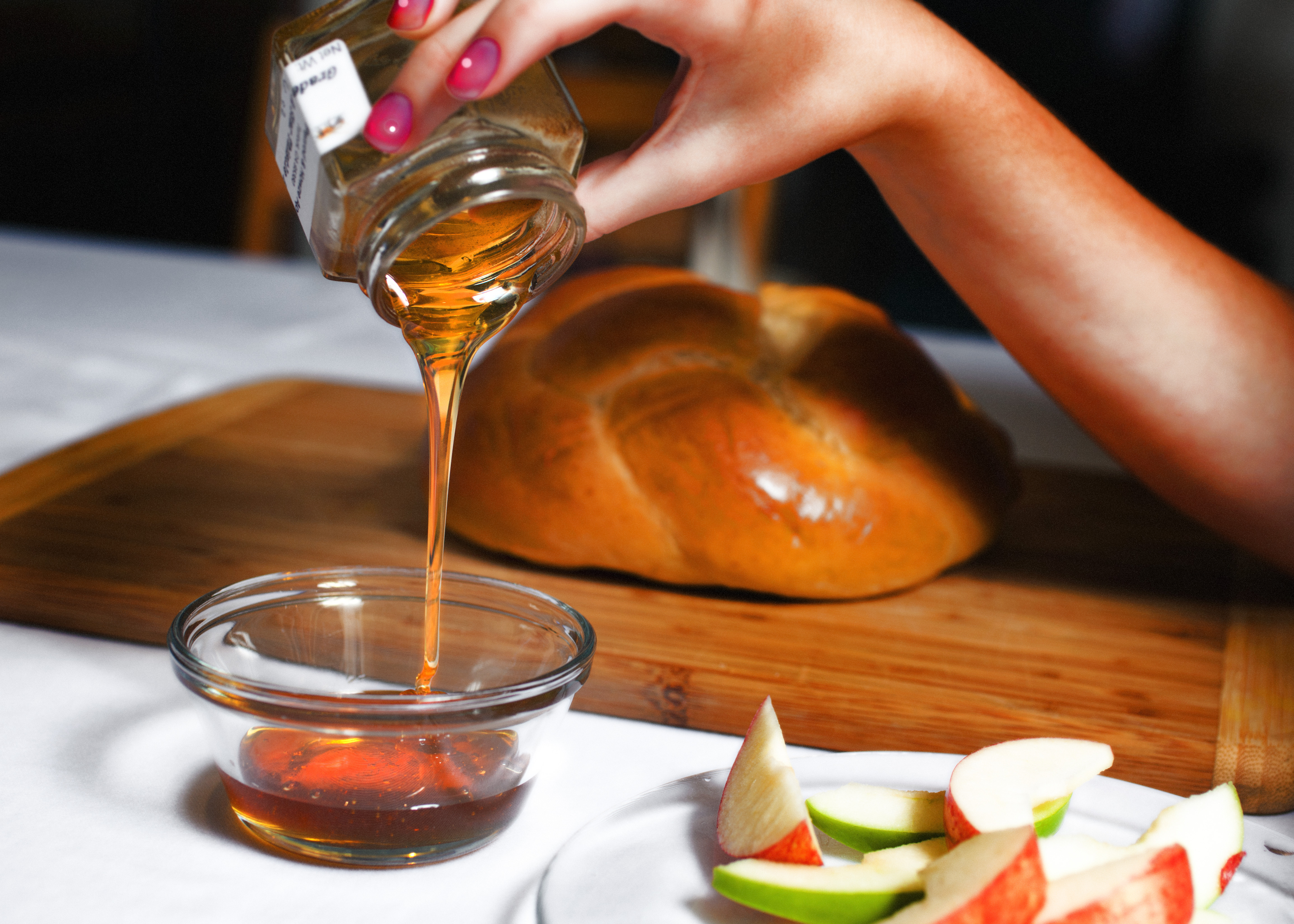
Miód i jabłka, a w szczególności jabłka maczane w miodzie, są jednym z symboli Rosz ha-Szana – żydowskiego święta Nowego Roku

Wieczorem 1 tiszri, w domach rozpoczyna się uczta, podczas której podawane są potrawy związane symbolicznie ze świętem i mające wyrażać szczęście: okrągła chałka (maczana w miodzie) symbolizująca cykl roku, daktyle, granaty oraz gefilte fisz. Ryba ma być z zachowaną głową, „aby Bóg sprawił, żebyśmy byli głową, a nie ogonem”. Z kolei cząstki jabłka i plastry marchwi, podobnie jak chałka umaczane w miodzie, mają symbolizować szczęśliwy oraz słodki nadchodzący rok.

## Tradycyjne życzenia świąteczne

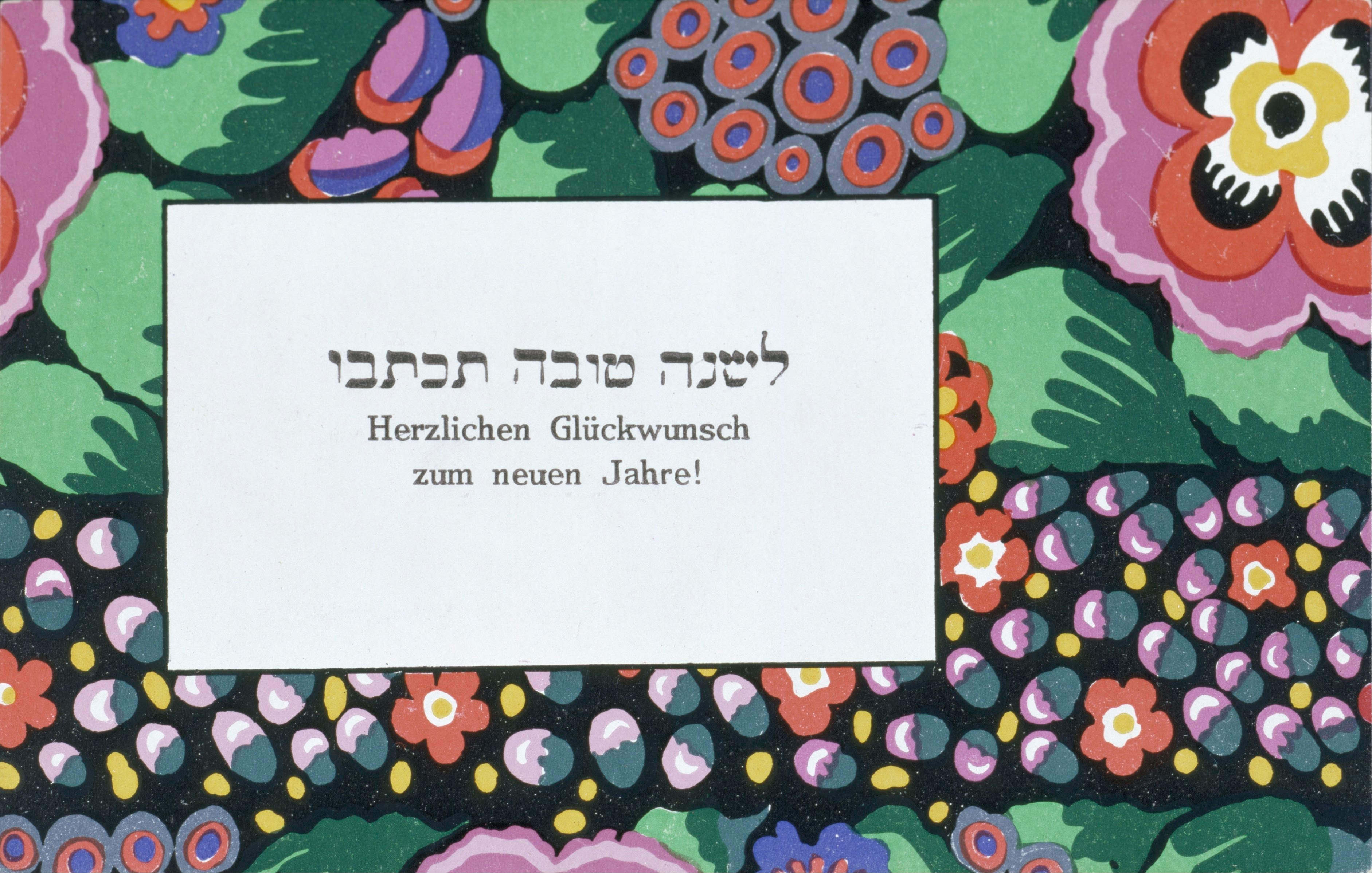
Pocztówka z życzeniami, 1910

Zgodnie z tradycją, podczas „Dni Trąbienia” w niebie otwierano trzy księgi. Pierwsza zawierała imiona usprawiedliwionych, druga nieusprawiedliwionych, a trzecia niezdecydowanych. Dlatego podczas święta (oraz w dni je poprzedzające) wyznawcy składają sobie życzenia: Leszana towa tikatewu wetechatemu (liczba mnoga), które oznaczają: „Obyście byli zapisani (w Księdze Życia) i opieczętowani na dobry rok”. Odpowiedź brzmi: Gam atem, co oznacza: „To samo dla ciebie”. W dniach pomiędzy Rosz ha-Szana a świętem Jom Kipur życzenia składane są w nieco innej formie: Gemar chatima towa (w skróconej wersji: Gemar tow), co oznacza: „Obyś był ostatecznie opieczętowany (w Księdze Życia) na dobre”.

## W kalendarzu
Zgodnie z kalendarzem gregoriańskim święto było obchodzone w dniach:
- 2018: 10–11 września
- 2019: 30 września – 1 października
- 2020: 19–20 września
- 2021: 7–8 września
- 2022: 26–27 września
- 2023: 15–17 września
- 2024: 2–4 października